# Martha Mansfield

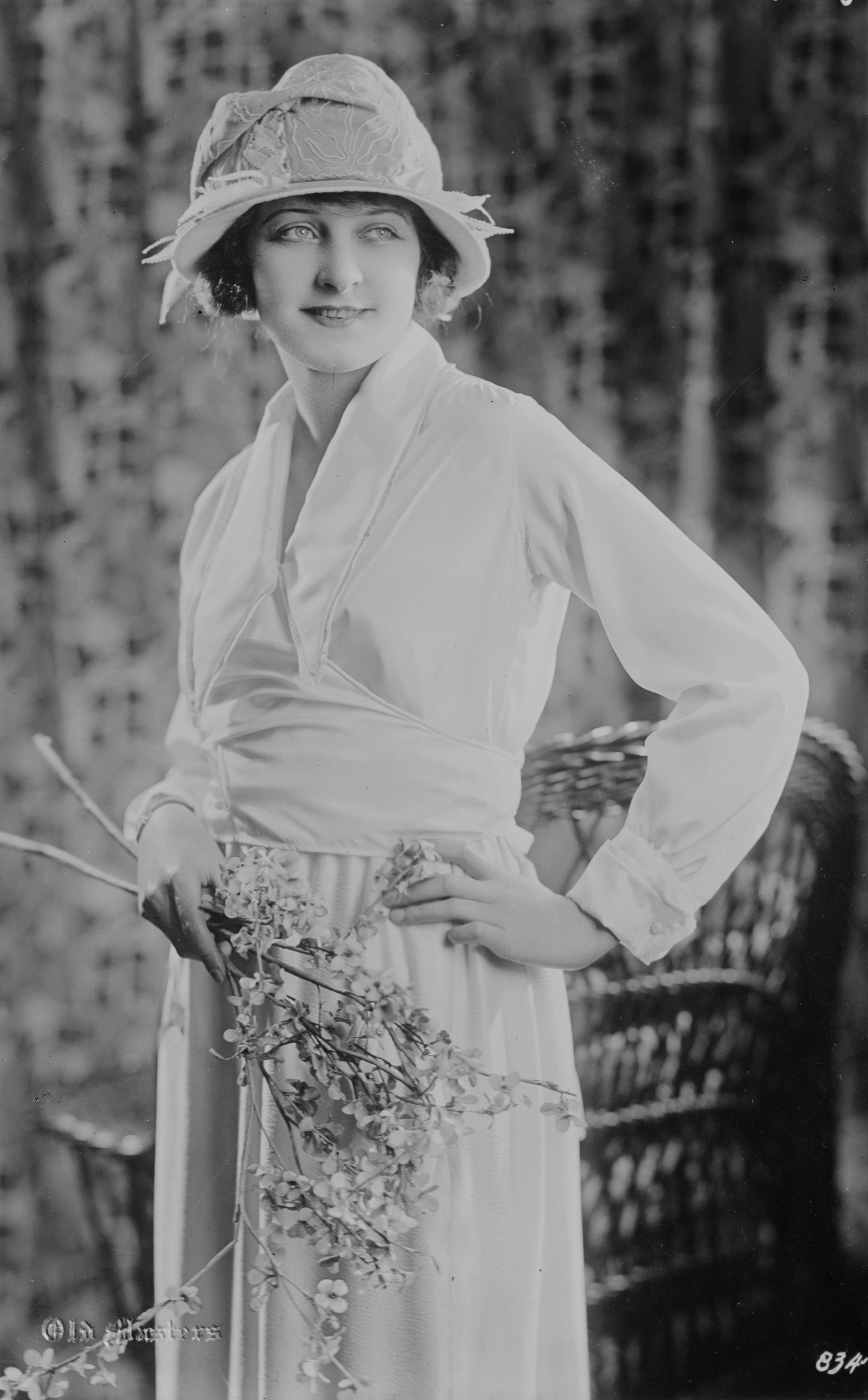
Martha Mansfield

Martha Mansfield, geb. Martha Ehrlich (Mansfield (Ohio), 14 juli 1899 - San Antonio (Texas),  30 november 1923) was een Amerikaans actrice die te zien was in stomme films en vaudeville stukken.

## Danseres en actrice
Op de leeftijd van 18 jaar ging Mansfield werken in het theater. Daarnaast werkte ze als danseres voor de Ziegfeld Follies. In een korte tijd kreeg Mansfield steeds meer bekendheid.
Voordat Mansfield verhuisde naar het westen, was ze in New York te zien in als hoofdrolspeelster in Famous Players-Lasky films. In 1920 was de actrice in haar eerste Hollywoodfilm te zien: Civilian Clothes. Vervolgens had ze een rol in de bekende film Dr. Jekyll and Mr. Hyde. Hierna was ze tot en met 1923 in minder memorabele of zelfs vergeten films te zien.

## Dood
Mansfield stierf tragisch toen een collega op de set haar kostuum per ongeluk in brand stak door een sigaret op haar kostuumjurk te laten vallen. Dit gebeurde tijdens het filmen van The Warrens of Virginia, een film over de Amerikaanse Burgeroorlog, op 30 november 1923. Haar nek en gezicht werd nog beschermd nadat de hoofdrolspeler Wilfred Lytell een vest over haar heen sloeg. De chauffeur van Mansfield hield daarnaast brandwonden aan zijn hand over toen hij het kostuum van haar probeerde te verwijderen. Uiteindelijk werd de brand gedoofd.
Mansfield werd met spoed naar het ziekenhuis gebracht waar ze binnen 24 uur stierf. Ze was 24 jaar oud.
- Biblioteca Nacional de España: XX1076080
- Bibliothèque nationale de France: cb16181120z (data)
- Gemeinsame Normdatei: 173743293
- International Standard Name Identifier: 0000 0000 7688 9388
- Library of Congress Control Number: nr99035418
- SNAC: w6168vsw
- Système universitaire de documentation: 160681049
- Virtual International Authority File: 2390754
- WorldCat: E39PBJkMF3t64HHcV7HgwBmDbd